# ADAC-Procar-Serie
Die ADAC Procar Serie war eine deutsche Motorsportserie und der Nachfolger der DMSB Produktionswagen Meisterschaft, die ursprünglich als Deutsche Tourenwagen Challenge gegründet wurde.

## Geschichte

### Deutsche Tourenwagen Challenge
Die Deutsche Tourenwagen Challenge wurde 1995 im Rahmen der Beru TOP 10 gegründet. Sie wurde als Einheitsklasse für den Breitensport geschaffen. Genau wie der zu der Zeit in Deutschland stattfindende Super Tourenwagen Cup beschränkte sich der Hubraum auf 2000 cm³. Allerdings basierten sie auf dem seriennahen Gruppe-N-Reglement und waren daher kein Pendant zur STW. Mit einer Leistung von knapp 200 PS und einem Fahrzeugpreis von rund 100.000 DM kosteten sie nur ein Fünftel eines damaligen Supertourenwagens. Weil das Reglement den Tunern technisch wesentlich mehr Spielraum ließ als die Gruppe N, konnte praktisch aus jedem Modell ein erfolgreiches Challenge-Auto werden.
Das Reglement kam auch in anderen Ländern gut an, sodass u. a. die Niederlande, Finnland und Österreich hiernach fuhren. Später wurde das DTC-Reglement auch von der FIA international als Super-Production-Reglement ausgeschrieben. So wurde auch bei internationalen Events wie dem Guia Race in Macao nach diesem Tourenwagen-Reglement gefahren. Bei der Wiedereinführung der Tourenwagen-Europameisterschaft im Jahr 2001 wurde übergangsweise auch nach dem Super-Production-Reglement gefahren.
Das Deutsche Sportfernsehen war ein langjähriger Partner der Beru TOP 10 und berichtete auch ausführlich von den DTC-Läufen.

### DMSB Produktionswagen-Meisterschaft
Im Jahr 2004 wurde neben dem Namen auch das Reglement gewechselt. Man wollte für die DTC den Titel einer deutschen Meisterschaft. Daher überlegte man sich den Namen Deutsche Produktionswagen-Meisterschaft (DPM). Allerdings lagen die Namensrechte dieser Serie noch bei der ITR. Die Deutsche Tourenwagen-Meisterschaft hieß zu Anfang so. Daher ging man den Weg über dem DMSB und benannte sie somit in DMSB Produktionswagen-Meisterschaft um.
Bei den Tourenwagen wechselte man von den Super-Production-Autos auf die aufwändigeren Super-2000-Tourenwagen, die für die Tourenwagen-Europameisterschaft entwickelt wurden. Während es von den zuvor beteiligten Herstellern nur von BMW einen reinen Super-2000-Tourenwagen gab, so mussten die anderen Hersteller bzw. Einsatzteams erst die Fahrzeuge dem neuen Reglement anpassen.
Ab diesem Jahr fuhr man in zwei Divisionen, um ein größeres Starterfeld zusammenzubekommen. In der Division 1 bis 2000 cm³ Hubraum traten Fahrzeuge vom Typ BMW 320i, Ford Focus ST, Honda Civic Type R und Opel Astra Coupé gegeneinander an. In der Division 2 bis 1600 cm³ Hubraum trafen Citroën Saxo, Ford Fiesta, Honda Civic EK4 und VW Lupo GTI aufeinander. Beide Divisionen bildeten ein gemeinsames Starterfeld und trugen zwei Rennen im Rahmen der Beru Top 10 pro Wochenende aus.
Die Technik wurde aus Kostengründen streng reglementiert und überwacht. In Division 1 und 2 waren Turbomotoren, Allradantrieb und elektronische Fahrhilfen verboten. Zudem mussten alle Fahrzeuge einheitliches Material verwenden: HJS-Katalysatoren, Shell-Kraftstoff, ATS-Felgen und Dunlop-Reifen. Das Mindestgewicht für Fahrzeuge der Division 1 mit Frontantrieb inklusive Fahrer betrug 1110 kg und mit Hinterradantrieb 1140 kg; in der leistungsschwächeren Division 2 mit Frontantrieb 965 kg und 995 kg mit Hinterradantrieb.
Um Seriensiege zu verhindern, galten in beiden Divisionen Handicapgewichte für die besten Drei, die nach jeder Veranstaltung gemäß den Platzierungen der beiden Rennen zugeteilt und bei Platzierungen von Platz 6 abwärts ab der nächsten Veranstaltung wieder abgebaut wurden.
Um eine umfangreiche Fernsehberichterstattung zu garantieren, wurden alle Rennen der DPM-Saison 2004 im Deutschen Sportfernsehen (DSF) live oder zeitversetzt ausgestrahlt.

### ADAC Procar Serie
Nach zwei Jahren wurde 2006 wieder der Name dieser Serie geändert. Man wählte den Namen ADAC Procar Serie, der eigentlich 2005 für eine vom ADAC organisierte Rennserie für GT-Sportwagen vorgesehen war. Da sich jedoch zu wenig Teilnehmer eingeschrieben hatten, wurde der Start dieser Rennserie verschoben. Im Jahr 2007 startete diese GT-Serie dann doch unter dem Namen ADAC GT Masters mit FIA-GT3 Sportwagen.
Die ADAC Procar Serie ist aber nur noch ein Schatten der erfolgreichen DTC. Das Starterfeld wurde mittlerweile um eine 3. Division aufgefüllt um ein vernünftiges Starterfeld präsentieren zu können. Diese dritte Division galt als Auffangbecken für den nicht mehr ausgetragenen Alfa 147 Cup. Somit waren bis 2008 nur 2,0l Turbodiesel startberechtigt. Allerdings änderte man für 2009 das Reglement der 3. Division. Von nun an waren wieder 2,0l Ottomotoren zugelassen. Das neue Reglement entspricht in vielen Punkten dem ehemaligen DTC-Konzept.
Nach Ausstieg des DSF bei der Fernsehübertragung wurde nur noch vereinzelt in den Medien hierüber berichtet. Seit dem Aus der Beru Top 10 hatte man 2008 sein eigenes Motorsportveranstaltungspaket, das 2009 mit weiteren vom ADAC organisierten Rennserien in das ADAC Masters Weekend überging. Dadurch kam auch das DSF als Berichterstatter zurück.
Seit 2010 gibt es wieder eine ausführliche Zusammenfassung der ADAC Procar im ADAC Masters Magazin auf Sport 1.
In der Saison 2011 gab es wieder umfangreiche Änderungen im Reglement. Die bisherige Division 3 wurde abgeschafft und in der Division 1 waren neben den bekannten 2,0l Saugmotoren auch die 1,6l Turbomotoren zugelassen, wie sie auch ab 2011 in der WTCC vorgeschrieben waren.
Ab der Saison 2012 vergibt der DMSB der ADAC Procar wieder das Prädikat der Deutschen Tourenwagen Challenge (DTC), so dass die Serie ab 2012 offiziell den Namen „ADAC PROCAR - Deutsche Tourenwagen Challenge des DMSB“ trägt.
Im Jahr 2014 traten einige größere Regeländerungen in Kraft, um etwas gegen die schrumpfenden Starterzahlen zu unternehmen. 1,6l Turbomotoren werden seitdem in der Division 1 verwendet, sodass die jährlichen Kosten etwa halbiert werden konnten. Es wurde außerdem für die Fahrzeuge der ehemaligen Mini Trophy eine eigene Division eingerichtet, sodass sich das Starterfeld auf über 20 Fahrzeuge vergrößerte.

### Deutscher Tourenwagen Cup
2016 kehrte man auch namentlich zu DTC zurück. DTC steht nun für Deutscher Tourenwagen Cup und das offizielle Prädikat des DMSB lautete DMSB Tourenwagen Cup. Nicht nur der Name änderte sich, auch die Klassen erfuhren eine Runderneuerung: Die Division 1 wurde zur Superproduction und blieb bei den bereits 2014 eingeführten 1,6l Turbomotoren mit rund 300 PS.
An den in die Jahre gekommenen und wartungsaufwändigen Super1600 Fahrzeugen der Division 2 wurde 2016 nicht mehr festgehalten, anstatt dessen trat die neue Production Klasse in Kraft und basierte nun ebenfalls auf Aggregate mit 1,6l Turbo, die aber mittels eines Luftmengenbegrenzers und strikt seriennaher Technik ca. 230 PS leisteten. In diesem Zuge wurde die Division 3 (Mini Trophy), die ebenfalls 1,6l Motoren besaßen und nun mittels Luftmengenbegrenzer die gleichen Voraussetzungen hatten, in die neue Production-Klasse eingegliedert.
Kurz vor Saisonstart entschloss man sich auf Anfrage einiger Teams für die Integration von 2.0l Turbo-Fahrzeugen, die unter ähnlichen technischen Regularien wie die Production Fahrzeuge starteten (lediglich bei der Auslegung des Luftmengenbegrenzers gewährte man 2 mm mehr Durchmesser gegenüber den 1,6l Triebwerken und gestattete größere Bremsen) und nannte diese Klasse Production 2.
Trotz vieler Zusagen von Seiten der Teams blieben die tatsächlichen Einschreibungen gering, so dass kurz vor Saisonbeginn im April 2017 die Austragung der Serie abgesagt werden musste.

## Meister der Division 1
| Jahr | Fahrer              | Fahrzeug               | Team                     |
| ---- | ------------------- | ---------------------- | ------------------------ |
| 1995 | Mario Hebler        | Renault Clio Williams  | Arkenau Motorsport       |
| 1996 | Jürgen Hohenester   | VW Golf GTI            | Hohenester Motorsport    |
| 1997 | Jürgen Hohenester   | VW Golf GTI            | Hohenester Motorsport    |
| 1998 | Thomas Winkelhock   | BMW 320i               | Brinkmann Motorsport     |
| 1999 | Jürgen Hohenester   | VW Golf GTI            | Hohenester Motorsport    |
| 2000 | Franz Engstler      | BMW 320i               | Bertram Schäfer Racing   |
| 2001 | Markus Gedlich      | BMW 320i               | Schubert Motors          |
| 2002 | Thomas Klenke       | Ford Focus             | Hotfiel Sport            |
| 2003 | Claudia Hürtgen     | BMW 320i               | Schubert Motors          |
| 2004 | Claudia Hürtgen     | BMW 320i               | Schubert Motors          |
| 2005 | Mathias Schläppi    | MG ZS                  | Maurer Motorsport        |
| 2006 | Vincent Radermecker | Chevrolet Lacetti      | Maurer Motorsport        |
| 2007 | Franz Engstler      | BMW 320i               | Engstler Motorsport      |
| 2008 | Philip Geipel       | Toyota Auris           | YACO Racing              |
| 2009 | Remo Friberg        | BMW 320i               | Engstler Motorsport      |
| 2010 | Roland Hertner      | BMW 320si              | Engstler Motorsport      |
| 2011 | Johannes Leidinger  | BMW 320si              | Liqui Moly Team Engstler |
| 2012 | Jens-Guido Weimann  | BMW 320si              | Thate Motorsport         |
| 2013 | Jens-Guido Weimann  | BMW 320si              | Thate Motorsport         |
| 2014 | Heiko Hammel        | Ford Fiesta ST         | Wolf Racing              |
| 2015 | Fredrik Lestrup     | Mini John Cooper Works | Besapalast Team Dombek   |
| 2016 | Milenko Vukovic     | Audi A3 DTC            | Vukovic Motorsport       |

## Meister der Division 2
| Jahr | Fahrer            | Fahrzeug               | Team                       |
| ---- | ----------------- | ---------------------- | -------------------------- |
| 2003 | Florian Gruber    | VW Lupo GTI            | H & R Spezialfedern        |
| 2004 | Kai Jordan        | VW Lupo GTI            | RSG Wolfsburg              |
| 2005 | Guido Thierfelder | Citroën Saxo VTS       | ETH Tuning                 |
| 2006 | Guido Thierfelder | Citroën Saxo VTS       | ETH Tuning                 |
| 2007 | Thomas Mühlenz    | Citroën Saxo VTS       | Citroën Ravenol Team       |
| 2008 | Christopher Mies  | Ford Fiesta ST         | Leipert Motorsport         |
| 2009 | Guido Thierfelder | Peugeot 207 Sport      | ETH Tuning                 |
| 2010 | Guido Thierfelder | Peugeot 207 Sport      | ETH Tuning                 |
| 2011 | Nils Mierschke    | Ford Fiesta ST         | rhino’s Leipert Motorsport |
| 2012 | Guido Thierfelder | Peugeot 207 Sport      | ETH Tuning                 |
| 2013 | David Griessner   | Peugeot 207 Sport      | ETH Tuning                 |
| 2014 | Alexander Rambow  | Peugeot 207 Sport      | ETH Tuning                 |
| 2015 | Ralf Glatzel      | Ford Fiesta            | Glatzel Racing             |
| 2016 | Dirk Lauth        | Mini John Cooper Works | Mini Racing Team           |

## Meister der Division 3
| Jahr | Fahrer           | Fahrzeug               | Team                            |
| ---- | ---------------- | ---------------------- | ------------------------------- |
| 2006 | Martin Zondler   | VW Golf 2.0 TDI        | H&R Spezialfedern               |
| 2007 | Kai Jordan       | VW Golf 2.0 TDI        | RSG Wolfsburg/H&R Spezialfedern |
| 2008 | Uwe Reich        | Alfa Romeo 147 JTD     | Schlaug Motorsport              |
| 2009 | Mathias Schläppi | Renault Clio RS III    | Schläppi Racing Team            |
| 2010 | Andreas Kast     | Renault Clio RS III    | K & K Motorsport                |
| 2014 | Steve Kirsch     | Mini John Cooper Works | Frensch Power Motorsport        |
| 2015 | Steve Kirsch     | Mini John Cooper Works | Frensch Power Motorsport        |
| 2016 | Pawel Lefterow   | VW Scirocco R          | Konrad Motorsport               |